# 라켓볼
라켓볼(Racquetball)은 사방이 벽으로 둘러싸인 직육면체의 공간에서 라켓으로 벽면에 공을 치고, 튀어나오는 것을 번갈아 치고 받는 경기이다. 이는 스쿼시와 비슷하지만, 천장도 이용하며, 공이 더 크고 탄력이 있다. 1940년대 말에 미국에서 시작되어 대한민국에는 1968년 미군으로부터 전해졌다.

## 코트 및 장비
다음 설명하는 코트와 장비가 라켓볼 경기에 필요하다:

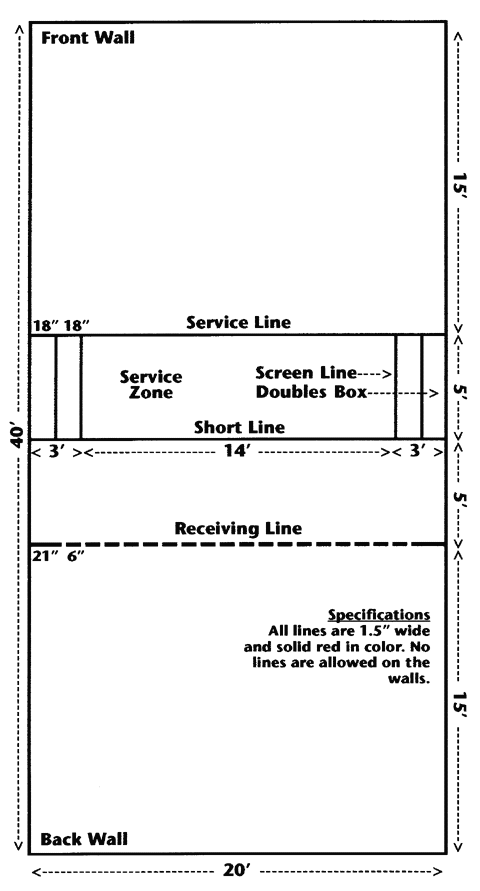
라켓볼 코트 규격

- 라켓볼 코트; 6면이 막힌 실내 혹은 실외 경기장. 표준 라켓볼 코트는 길이 40피트, 폭 20피트, 높이 20피트이며 붉은 라인으로 서비스지역과 리시브지역이 표시되어 있다. 코트를 둘러싼 각 면은 앞벽(front wall), 뒷벽(back wall), 옆벽(side walls), 윗벽(ceiling), 바닥(floor)으로 불린다.

서비스박스는 쇼트라인(앞벽과 뒷벽의 중간지점에 표시된 붉은 실선)과 서비스라인(앞벽에서 15피트지점의 붉은 실선) 사이의 공간이다. 서비스박스 안에는 쇼트라인과 서비스라인에 직교하는 두 종류의 라인이 존재한다.
첫 번째 라인은 옆벽으로부터 18인치 떨어진 곳에 옆벽에 평행하게 그려져있다. 옆벽, 서비스라인, 쇼트라인과 이 라인으로 구분되는 지역을 더블즈박스라고 하는데, 복식경기에서 서비스할 때 서비스를 하지 않는 공격측 경기자는 이 박스 안에 있어야 한다. 옆벽에서 36인치 떨어진 곳에 또 다른 라인이 있는데, 이 라인을 스크린라인이라고 한다. 경기자가 스크린라인과 스크린라인에서 가까운 쪽 옆벽 사이에서 서비스를 할 경우, 반드시 자신과 자신으로부터 멀리 떨어진 쪽 옆벽의 사이로 공을 보내야만 한다. 리시빙라인(receiving line)은 쇼트라인에서 뒷벽쪽으로 5피트 떨어진 곳에 점선으로 그려져 있다.
다른 필요한 장비:
- 라켓볼공; 직경 2.25인치(57mm)의 잘 튀는 고무공
- 라켓볼 라켓; 길이 22인치(55.88cm)이하의 라켓
- 라켓볼 보안경 (경기중 필수장비; 라켓볼 보안경 없이 경기하는 일부 경기자들이 있지만 이는 권장하지 않음. 공에 의한 눈에 직접적인 타격은 시력에 영구적 피해를 줄 수 있음).

라켓볼은 다른 라켓스포츠와 달리 대부분의 경기자들이 장갑을 착용하는데, 이는 라켓의 그립감을 좋게 하기 위해서이다. 하지만 장갑은 필수적인 장비는 아니다. 또한, 경기자들은 일반적으로 편안한 반바지와 반소매 옷을 입고, 코트를 사방으로 재빨리 움직이는 것에 중점을 두고 디자인 된 라켓볼 신발을 신는다.
라켓볼 공은 다양한 색상으로 제작되며 일부는 실내용 혹은 실외용 등의 특정한 목적으로 제작되긴 하지만 즐기기위한 일상적인 취미 플레이에서는 큰 차이를 보이지 않는다. 라켓볼 공은 종종 깨지기도 하며 오래 쓰다 보면 탄력을 잃는 경우도 있다.

## 라켓볼의 경기 방법 및 규칙
서브로 경기를 시작한다. 서브권을 가진 선수는 바닥에 공을 한번 바운스 시킨 후 라켓으로 쳐서 바닥(floor)이나 옆벽(side wall)을 건드리지 않고 직접 앞벽(front wall)에 맞춰야 한다. 앞벽(front wall)에 바운스된 공은 쇼트라인을 넘어서 바닥에 떨어져야 하는데, 쇼트라인을 넘지 못하면 폴트로 간주한다.. 서브가 된 공은 바닥에 바운스하기 전에 옆벽에 한번 이하로 바운스해도 된다. 앞벽을 맞고 바닥에 바운스하기 전에 양쪽 옆벽을 모두 맞는 것은 쓰리-월-서브(three wall serve)라고 하며 폴트로 처리된다. 또한, 앞벽을 맞고 바닥에 떨어지지 않고 바로 뒷벽을 맞추는 경우는 롱-서브라고 하며 역시 폴트로 처리된다.
또다른 폴트 서브에는 실링-서브(ceiling serve = 앞벽과 천장을 연속으로 맞추는 서브)와 수비 선수가 준비되지 않았을 때 서브를 넣는 경우가 포함된다. 또한, 서브를 넣은 선수가 공이 쇼트라인을 넘어가기 전에 서비스 박스 밖으로 나올 경우 역시 폴트로 처리된다.
만약 서브가 프론트월에 닿기 전에 다른 벽, 즉, 옆벽, 뒷벽, 천장, 바닥을 먼저 건드리게 되면 첫 번째 서브이든 두 번째 서브이든 상관 없이 서브권을 잃는다.
공이 쇼트라인을 넘어서 바운스되거나 리시빙라인을 넘으면 수비측 선수가 플레이할 수 있게 된다.
서브권을 가진 선수에게 두 번의 서브기회가 주어지는 경기방식을 "투-서브-룰 (two serve rule)"이라 부르며, 단 한번의 서브 기회만을 허용하는 방식을 "원-서브-룰 (one serve rule)" 이라고 한다. 일반적인 경기에서는 보통 투-서브-룰을 적용하며, 엘리트 레벨 경기 등에서는 종종 원-서브-룰을 채택하기도 한다.
일단 서브가 성공하면 랠리가 시작되는데, 양측 선수가 번갈아가며 공을 앞벽으로 쳐낸다. 상대방의 공을 받을 때는 바닥에 한번 바운스시켜 받든가 바운스 없이 직접 쳐내도 된다. 하지만 그렇게 쳐낸 공은 바닥에 떨어지기 전에 반드시 앞벽에 맞아야만 한다. 서비스 때와는 달리, 랠리 중의 공은 바닥에 떨어지기 전에 앞벽을 맞출 수 있기만 하다면 바닥을 제외한 다른 벽, 즉, 옆벽과 천장에 얼마든지 바운스해도 된다.

### 방해
라켓볼 경기 성격상, 상대방이 차지하고 싶은 위치에 자신이 서 있는 경우가 종종 있는데, 이런 경우 상대방이 공을 받는 것을 방해하는 결과를 초래할 수 있다. 이런 일이 일어나는 것을 '힌더(hinders = 방해)' 혹은 '페널티-힌더(penalty hinders = 벌칙 방해)'라고 한다. 힌더의 경우 현재의 랠리를 다시 하게 되고 페널티-힌더의 경우 방해를 초래한 선수쪽이 랠리에 진 것으로 처리된다.
힌더와 페널티-힌더(혹은 정식표현으로 '어보이더블-힌더' = avoidable hinder)의 차이점은 확실히 이길 수 있는 기회를 상대방의 방해로 인해 노쳤을때를 페널티-힌더로 보는 반면 상대방이 노친 공이 결정구가 되었을지 어땠을지 명백히 알 수 없는 경우를 힌더라고 한다는데 있다. 이 차이점은 거의 모든 경우 심판의 판정에 따른다.

### 점수
서브권을 가진 편만이 점수를 딸 수 있으며 서브 성공으로 시작된 랠리에서 이기는 경우를 1점으로 계산한다.
경기하는 동안 경기자가 다음 경우중 어느 하나에 해당할 경우 랠리에서 진 것으로 간주한다:
1. 공을 쳐내기 전에 두 번이상 공이 바닥에 바운스될때.
2. 쳐낸 공이 앞벽을 맞추지 못한채 바닥에 떨어진 경우.
3. 공이 관중석으로 날아간 경우, 벽이 열린 곳으로 나간 경우, 혹은 그 외 코트의 정식 경기지역이 아닌 표면에 맞았을 때 [참고. Rule 2.1(a)].[2]
4. 타구 방향이나 속도면에서 앞벽을 맞추지 못했을 것이 명백한 공이 다른 플레이어에게 맞았을때.
5. 자기가 친공에 자신이나 같은편 선수가 맞았을때.
6. 페널티-힌더를 범한 경우 [참고. Rule 3.15].[1]
7. 랠리 도중 라켓을 쥔 손을 바꿨을때.
8. 라켓에 달린 손목줄을 착용하지 않았을때.
9. 유니폼이나 신체 중 일부로 공을 건드렸을 때.
10. 공을 단번에 쳐내지 않고 라켓으로 끌었을때.

미국 라켓볼 규정상, 경기는 삼판이선승제로 이루어지며 첫 두 경기는 15점까지, 세 번째 경기는 11점까지 치른다. 미국 라켓볼 규정은 듀스를 정하지 않으므로, 15-14, 14-15, 11-10 등의 매치스코어가 가능하다. 캐나다 라켓볼 경기는 마찬가지로 삼판이선승제로 이루어지나 듀스를 정하고 있다.
국제 경기는 국제 라켓볼 연맹 (International Racquetball Federation = IRF) 이 주관하며 미국 라켓볼 규정과 같은 시스템으로 치러진다. 그러나, 남녀 프로 투어 경기는 11점짜리 오판삼선승제로 이루어지며 듀스가 있다.

### 변형된 게임
라켓볼 경기는 2인, 3인, 혹은 4인 경기가 있는데 단식(2인 경기)가 가장 보편적이다. 2인 경기는 단식, 4인 경기는 복식이라 한다. 토너먼트 경기는 단식, 복식 중 한쪽 혹은 양쪽의 디비전이 있다.
3인 경기는 일반적으로 "컷-스로트 (cut-throat)"라는 이름으로, 가끔은 "철인경기 (ironman)"라는 이름으로도 불리는데, 각 경기자가 정해진 순서에 따라 나머지 두명을 향해 서브를 넣고 두 경기자는 한 팀이 되어 서브를 받는다. 또 다른 3인 경기는 "캘리포니아 (california)" 혹은 "인-앤-아웃 (in-and-out)"으로 불리는 1대1 경기인데 두명만이 경기에 참가하고 세 번째 경기자는 코트 밖에서 경기에 참가하지 않는다.; 랠리에서 진 경기자는 랠리에서 빠졌던 세 번째 경기자와 교대하고 이긴 경기자는 랠리에서 그 세 번째 경기자에게 서브를 넣는 것으로 새 랠리를 치른다. 또다른 3인 경기 변형은 "세븐스 (Sevens)"인데 한명의 경기자가 나머지 두 경기자로 이루어진 팀(2인팀)을 상대로 경기를 하는데 7점을 내면 경기가 끝난다; 2인팀이 먼저 7점을 내면 그대로 경기가 끝나고 1인팀이 먼저 7점을 내면 그대로 14점까지 경기 연장된다. 만약 1인팀이 또다시 먼저 14점을 내면 21점까지 다시 연장하며 1인팀이나 2인팀이 21점을 먼저 내면 경기가 끝난다.

## 같이 보기
- 국제 라켓볼 연맹